# UGCA 105

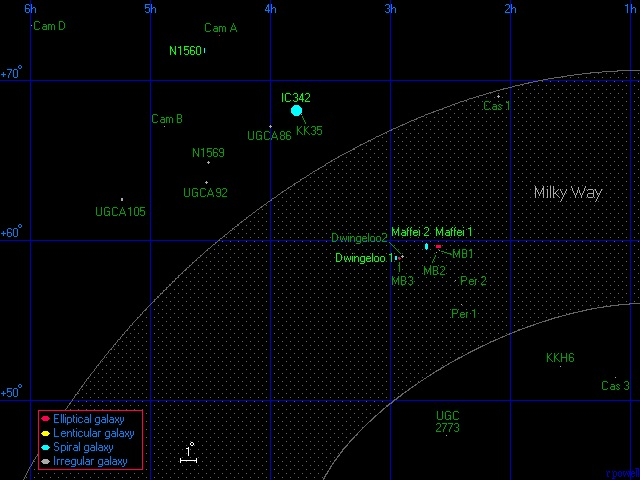
Diagramma del gruppo IC 342/Maffei

UGCA 105 è una galassia nana irregolare con struttura a spirale poco visibile, che si trova in direzione della costellazione della Giraffa a circa 11,35 milioni di anni luce dalla Terra. Appartiene al Gruppo di galassie di Maffei 1.
La galassia si muove ad una velocità di 111 ± 5 km/s rispetto al Sole (in allontanamento).